# Ekaterina Sharmina
Pour les articles homonymes, voir Martynova.
Ekaterina Sharmina (née Martynova le 6 août 1986) est une athlète russe spécialiste du 800 mètres et du 1 500 mètres.

## Carrière
Elle est testée positive en septembre 2016 et est suspendue pour 4 ans (second avertissement), jusqu'au 7 décembre 2022. 

## Palmarès
| Date | Compétition                       | Lieu        | Résultat | Épreuve      | Temps         |
| ---- | --------------------------------- | ----------- | -------- | ------------ | ------------- |
| 2003 | Championnats du monde espoirs     | Sherbrooke  | 4e       | 800 mètres   | 2 min 05 s 62 |
| 2005 | Championnats d'Europe junior      | Kaunas      | 3e       | 1 500 mètres | 4 min 15 s 46 |
| 2011 | Championnats d'Europe en salle    | Paris-Bercy | 2e       | 1 500 mètres | 4 min 14 s 16 |
| 2011 | Championnats d'Europe par équipes | Stockholm   | 2e       | 1 500 m      | 4 min 07 s 08 |
| 2013 | Universiade                       | Kazan       | finale   | 1 500 m      | DQ            |

### Records
| Épreuve      | Performance   | Lieu            | Date            |
| ------------ | ------------- | --------------- | --------------- |
| 800 mètres   | 2 min 00 s 85 | Kazan           | 8 juillet 2006  |
| 1 500 mètres | 4 min 03 s 68 | Moscou (indoor) | 10 février 2008 |